# Mu2 Gruis
Pour les articles homonymes, voir Mu Gruis.
Désignations
Mu2 Gruis (en abrégé μ2 Gru) est une étoile ou une étoile binaire de la constellation australe de la Grue. Elle est visible à l'œil nu avec une magnitude apparente de 5,10. Le système présente une parallaxe annuelle de 14,51 mas mesurée par le satellite Gaia, ce qui permet d'en déduire qu'il est distant d'environ ∼ 225 a.l. (∼ 69 pc) de la Terre. Il s'en éloigne à une vitesse radiale héliocentrique de +14 km/s.
Mu2 Gruis est une étoile binaire astrométrique suspectée, qui montre une variation dans son mouvement propre pouvant traduire la présence d'un compagnon en orbite. Sa composante visible est une étoile géante jaune évoluée de type spectral G8 III. C'est une variable périodique, dont la luminosité change selon une amplitude de 0,004 magnitude et à un rythme de 7,509 83 cycles par jour. Ayant épuisé les réserves en hydrogène de son cœur, l'étoile s'est étendue et refroidie, de telle sorte que son rayon est environ 10 fois plus grand que le rayon solaire, qu'elle est environ 56 fois plus lumineuse que le Soleil et que sa température de surface est de 5 009 K.